# Kladruby nad Labem
Kladruby nad Labem é uma comuna checa localizada na região de Pardubice, distrito de Pardubice.